# 戴永久
戴永久（1964年11月—），中国大气科学家，中山大学大气科学学院教授，教育部长江学者特聘教授。2019年当选为中国科学院院士。

## 生平
1987年毕业于吉林大学数学系，获力学学士学位。1995年毕业于中国科学院大气物理研究所，获博士学位。
曾任北京师范大学教授，北京师范大学全球变化与地球系统科学研究院首席科学家。